# Soko J-20 Kraguj
Le Soko J-20 Kraguj (du tchèque : « Krahujec obecný », signifiant « Épervier d'Europe ») était un avion militaire de la guerre froide, fabriqué en Yougoslavie par SOKO.